# Тоётоми Хидэёси
Тоёто́ми Хидэёси (яп. 豊臣 秀吉, 6 февраля 1536 года либо 26 марта 1537 года — 18 сентября 1598 года) — японский военный и политический деятель, объединитель Японии.
Родился в крестьянской семье в провинции Овари (современная префектура Айти) в 1536 году. В молодые годы, желая стать самураем, он нанимался на службу к нескольким военачальникам, пока окончательно не присоединился к будущему властителю Овари — Оде Нобунаге (1554). Последний возвысил Хидэёси до ранга генерала за его блестящий ум. Среди подвигов, которые сделали бывшего крестьянского сына популярным в среде солдат, называют ускоренное («за одну ночь») строительство замка Суномата (1566), прикрытие тылов в битве при Канагасаки (1570), «водный штурм» замка Такамацу (1582). В 1583 году, после гибели Оды Нобунаги в храме Хоннодзи от рук мятежника Акэти Мицухидэ, Хидэёси фактически узурпировал всю полноту власти своего покойного хозяина. Получив от императора должность регента-кампаку (1585) и «великого министра» (дайдзё-дайдзин, 1586), а также фамилию аристократического рода Тоётоми, он объединил раздробленные «государства» Японии под своим началом (1591). Хидэёси составил общеяпонский земельный кадастр, который стал основанием для налогообложения населения на протяжении следующих трёх столетий, а также провёл изъятие всего имеющегося у крестьян и мещан оружия (Охота за мечами), разделив японское общество на администраторов из среды военнослужащих и гражданских подчинённых. Его правление ознаменовалось запретом христианства в Японии (1587) и агрессией против Кореи и Китая (1592—1598). Тоётоми Хидэёси умер в 1598 году, оставив малолетнего сына Хидэёри.

## Ранние годы
Будущий правитель Японии родился в семье крестьянина Яэмона в деревне Накамура в провинции Овари (ныне префектура Айти). Точная дата его рождения неизвестна, историки приводят два её возможных варианта: 2 февраля 1536 года (5-й год эры Тэмбун) и 26 марта 1537 года (6-й год Тэмбун). Родословная отца Хидэёси также плохо изучена. Одни утверждают, что он был простым крестьянином, другие считают его выходцем из пехотинцев асигару.
После смерти отца мать Хидэёси вновь вышла замуж. Так как отчим постоянно бил и ругал её сына, последний решил убежать из дома и стать самураем. Молодой Хидэёси оставил родные края и отправился восточнее, в провинцию Суруга (современная префектура Сидзуока), где собирался наняться на службу к роду Имагава.
Крестьянский сын, приняв новое имя Киносита Токитиро, смог устроиться к самураю по имени Мацусита Наганори, одному из вассалов Имагавы. Когда через десятки лет Хидэёси станет повелителем Японии, он отблагодарит своего первого сюзерена, предоставив ему замок Кусано и богатые близлежащие земли.

## На службе у Оды Нобунаги
В 1554 году (23-м году Тэмбун) Хидэёси покинул Имагаву и нанялся на службу к Оде Нобунаге в качестве носителя сандалий.

### Из крестьян в самураи
Способный крестьянин быстро поднимался по самурайской иерархической лестнице. Первым поводом к продвижению стал ремонт обвалившихся укреплений резиденции Нобунаги. Хидэёси, который тогда ещё был простым слугой, завершил строительные работы за три дня. Это поразило Нобунагу, и он, несмотря на неаристократическое происхождение подчинённого, назначил его управителем призамкового города Киёсу. Хидэёси, как успешному хозяйственнику, также были поручены финансовые операции рода Ода. Завоевав высокий социальный статус, новоиспечённый самурай закрепил его в 1564 году (7-м году Эйроку) браком с приёмной дочерью Асано Нагакацу, вассала Нобунаги.
В 1566 году (9-м году Эйроку) Хидэёси отметился во время войны между Одой Нобунагой и родом Сайто за провинцию Мино (современная префектура Гифу). Ему удалось быстро («за ночь») возвести укрепление в болотистом районе Суномата, который стал главным плацдармом для штурма вражеской цитадели. Кроме этого, Хидэёси удалось переманить на свою сторону ряд влиятельных генералов противника. Ход войны изменился, и через два года Нобунага захватил всю провинцию.
В 1568 году (11-м году Эйроку) Хидэёси принимал участие в походе войск Оды на Киото и был назначен совместно с Акэти Мицухидэ соправителем столицы.
В 1570 году (1 год Гэнки) Хидэёси вошёл в состав армии Оды Нобунаги, которая двинулась против рода Асакура, властителей северной провинции Этидзэн (современная префектура Фукуи). Во время этой кампании стало известно об измене союзника Адзаи Нагамасы, который мог вместе с силами рода Асакура взять армию Оды в тиски. Нобунага решил поспешно отступить к столице, оставив Хидэёси, назначенного предводителем арьергарда, на верную смерть. Тем не менее, тот успешно отразил все атаки врагов в местности Канагасаки и возвратился в Киото целым и невредимым. Этот подвиг — прикрытие собственных войск при отступлении — изменил отношения самураев из рода Ода к Хидэёси. Если раньше в нём видели лишь гражданского выскочку, то отныне его считали одарённым полководцем.
После уничтожения рода Адзаи в 1573 году (1 год Тэнсё), Хидэёси получил бывшие владения этого рода в северной части провинции Оми (современная префектура Сига) и построил крепость Нагахама. Поскольку он не имел собственных вассалов, то принял к себе на службу своих родственников, по преимуществу крестьян. Кроме этого, он сделал своими подчинёнными некоторых из вассалов уничтоженного рода Адзаи, блуждавших в качестве ронинов по стране. Тогда же он принял новое имя Хасиба Хидэёси.
В 1575 году (3-м году Тэнсё) Хидэёси принимал участие в знаменитой битве при Нагасино, в которой аркебузиры Оды Нобунаги наголову разгромили знаменитую конницу рода Такэда.
В 1576 году (4-м году Тэнсё) он был назначен помощником генерала Сибаты Кацуиэ, командующего войсками Оды против наступающих сил Уэсуги Кэнсина. При обсуждении плана боевых действий Хидэёси поссорился с командующим и самовольно оставил штаб. Проведённая Сибатой лобовая атака не увенчалась успехом, и армия Оды потерпела сокрушительное поражение в битве при Тэдоригава. Сюзерен Ода Нобунага, узнав о фактическом дезертирстве Хидэёси, собирался казнить его, но, учитывая возможность использовать его хозяйственные и полководческие качества, лишь вынес ему строгий выговор.

### Война с Мори
Чтобы искупить свою вину, Хидэёси был назначен командующим войсками Оды в кампании против могущественного рода Мори, который контролировал регион Тюгоку. За 1577—1578 года ему удалось подчинить несколько слабых родов — Акамацу, Бэссё и Кодэра — и создать опорный пункт с центром в замке Химэдзи (современная префектура Хиого). В 1579 году (7-м году Тэнсё) Хидэёси переманил на свою сторону род Укита, давнего вассала рода Мори.
Однако в 1580 году (8 году Тэнсё) в тылу Хидэёси восстал род Бэссё, в результате чего пришлось приостановить наступление на запад и окружить замок восставших. Вражеская цитадель была взята измором только через год, после чего Хидэёси захватил провинцию Тадзима (северная часть современной префектуры Хёго), которая принадлежала старинному роду Ямана. Остатки вассалов Ямана, сосредоточившиеся в замке Тоттори, видя бессилие своего сюзерена, изгнали его и перешли на сторону Мори. Однако в 1581 году (9 году Тэнсё) Хидэёси окружил замок Тоттори и, скупив весь провиант в округе, взял его измором.
В 1582 году (10 году Тенсё) Хидэёси вторгся в провинцию Биттю (современная префектура Окаяма) и взял в осаду замок Такамацу. Этот замок находился в окружённой горами долине, которая с обеих сторон омывалась реками. Хидэёси свёл дамбы вокруг замка и изменил направление рек так, что вода залила всю долину. В результате инженерной находки Хидэёси и сильных дождей замок превратился в островок посреди искусственного озера. До его падения оставалось несколько недель.

## Борьба за преемственность
В мае 1582 года Акэти Мицухидэ внезапно восстал против своего сюзерена Нобунаги. Окруженный в киотском храме Хоннодзи войском мятежника, Ода Нобунага совершил сэппуку. Хидэёси, проводивший «водный штурм» замка Такамацу, едва узнав о гибели сюзерена, скрывая эту новость от противника, заключил перемирие с родом Мори и быстро отвел все войска к столице. Одновременно на разгром восставших бросился ещё один близкий соратник Нобунаги — Токугава Иэясу, однако Хидэёси опередил его, преодолев за три дня расстояние в несколько сотен километров. 12 июня 1582 года 40-тысячная армия Хидэёси благодаря безусловному численному преимуществу разбила войска Акэти Мицухидэ в битве при Ямадзаки. Бежавший Мицухидэ был убит местными крестьянами при попытке награбить еды и корма для лошадей.
Позиционируя себя в качестве мстителя, Хидэёси увеличил своё влияние в среде соратников клана Ода. На совещании в замке Киёсу, где решался вопрос наследства рода Ода, он заручился поддержкой генералов Нивы Нагахидэ и Икэды Цунэоки. Согласно решению совета, Хидэёси получал часть владений покойного Нобунаги, и упрочил своё положение став регентом-советником нового предводителя рода Ода — трёхлетнего Хидэнобу. Решения совета вызвали недовольство давнего оппонента Хидэёси — Сибаты Кацуиэ.

## Объединение страны
В 1583 году противостояние между Хидэёси и Сибатой переросло в вооружённый конфликт. В решающей битве при Сидзугатакэ войска последнего потерпели поражение и откатились к провинции Этидзэн. Со временем на сторону Хидэёси перешел Маэда Тосииэ, влиятельный вассал рода Ода и союзник Сибаты. Пользуясь моментом, армия победителей ворвалась во владения противника и окружила его главную цитадель Китаносё. Сибата Кацуиэ и его жена Оити совершили сэппуку, и крепость пала. После этой битвы оппозиционные силы рода Ода капитулировали перед Хидэёси, и он стал фактическим преемником Оды Нобунаги, захватив его владения и продолжив дело подчинения Японии своей власти.

### Война с Токугавой
Самым сильным конкурентом Хидэёси в деле объединения страны был бывший союзник Оды Нобунаги — Токугава Иэясу. В 1584 году оба полководца сошлись в битве при Нагакутэ, в которой отряды самураев Токугавы вышли победителями. Однако экономический и военный потенциал Хидэёси был настолько мощным, что Иэясу пошёл на мирные переговоры, прислав своего старшего сына в качестве заложника. Хидэёси отправил его обратно, требуя от Токугавы лично явиться в Киото и признать свою зависимость. Тем не менее, Иэясу не собирался оставлять своих владений и признавать свой вассалитет. Чтобы вынудить Токугаву к покорности, Хидэёси выдал за него свою сестру Асахи и отправил к нему заложницей свою пожилую мать. Наконец, в 1586 году Токугава прибыл в Киото, где присягнул на верность новому сюзерену. Таким образом, Хидэёси закрепил за собой статус единственного наследника Оды Нобунаги.

### Утверждение власти
В 1583 году в городе Осака, на фундаменте укреплений монастыря Хонган-дзи, Хидэёси выстроил большой замок. По свидетельствам современников, таких укреплений не имела ни одна крепость ни в Японии, ни в Китае, ни в Корее. Осака стала главным финансовым центром и фактической столицей страны.
В 1580-х годах Хидэёси собирался установить сёгунат, однако отказ сёгуна-беглеца Асикаги Ёсиаки признать его своим сыном похоронил этот замысел. Поскольку стать главнокомандующим всех японских самураев он не смог, было решено стать «первым лицом» при императорском дворе и руководить государством от лица императора-марионетки.
В 1585 году Хидэёси получил ранг регента-кампаку (яп. 関白). В следующем году ему были жалованы аристократическая фамилия Тоётоми и должность главного министра — дайдзё-дайдзин (яп. 太政大臣), высочайшая при императорском дворе. Это стало началом легитимного правления того, кто по японским обычаям никогда не мог руководить страной в силу своего крестьянского происхождения.

### Завоевание Сикоку
После разгрома буддистских повстанцев в провинции Кии (современная префектура Вакаяма), Хидэёси направил свои войска на остров Сикоку, который находился под властью местного правителя Тёсокабэ Мототики. В 1584 году, перед началом войны, последнему было предложено признать свой вассалитет от рода Тоётоми, отдать центральные земли острова и получить взамен три отдалённых провинции. Тёсокабэ прогнозируемо отказался, и Хидэёси отправил на Сикоку экспедиционную армию под командованием своего младшего брата. Общее количество наступающего войска превысило 100 тысяч человек, наступавших с севера и востока. Тёсокабэ потерпел ряд поражений в серии битв и, наконец, капитулировал. После этой кампании Хидэёси завоевал мятежную провинцию Кага (современная префектура Исикава), в которой правил бывший вассал Оды Нобунаги — Сасса Наримаса.

### Завоевание Кюсю
В 1585 году на острове Кюсю род Симадзу расширил свои владения за счёт земель, которые принадлежали союзникам Хидэёси. Требования признать зависимость Симадзу от Тоётоми были отклонены, что стало поводом к интервенции. Её ускорило поражение войск союзников Хидэёси с Кюсю и Сикоку, которое было нанесено им отрядами самураев Симадзу в битве на реке Хэцугикава (1586).
В 1587 году Хидэёси лично отправился в поход на остров Кюсю, ведя с собой 200-тысячное войско. Симадзу не смогли противостоять армии, которая превосходила их силы в десять раз, и сдались противнику.
Таким образом, вся Западная Япония оказалась под контролем Тоётоми Хидэёси. На завоёванных землях он запретил распространять христианство (1587) и изъял оружие у местного населения (1588).

### Осада замка Одавара
С 1589 года Хидэёси обдумывал план уничтожения крупнейшего властителя региона Канто, рода Го-Ходзё. Поводом к войне стал захват вассалами одного из замков, который принадлежал родам Санада и Судзуки, союзникам Тоётоми. В 1590 году Хидэёси осадил главную цитадель противника, замок Одавара, решив взять её измором.
Во время осады он приказал всем властителям Восточной Японии появиться в его ставке, чтобы доказать свою лояльность. Почти все самураи из региона Тохоку прибыли в штаб Хидэёси и признали свою зависимость от него.
За три месяца вражеская крепость, которую в своё время не смогли взять такие видные полководцы, как Такэда Сингэн и Уэсуги Кэнсин, пала. Предводитель рода Го-Ходзё совершил сэппуку вместе с сыновьями. К 1590 году Тоётоми Хидэёси фактически стал единоличным правителем Японских островов.

## Внутренняя политика
Разбив последнего опасного врага, Хидэёси объединил все японские земли под своей властью. Столетний период междоусобиц и войн закончился. Новый правитель Японии передал титул правителя кампаку своему племяннику Хидэцугу, а сам принял звание тайко (регента в отставке).
Хидэёси продолжил экономический курс своего предшественника Оды Нобунаги, главным принципом которого была свобода торговли. Он собирался провести денежную реформу, начав чеканку первой японской золотой монеты. Хидэёси также составил общеяпонский земельный кадастр и закрепил землю за крестьянами, обрабатывавшими её. Его политика изъятия оружия (включая даже косы, серпы, вилы и ножи) у мирного населения оказывала содействие формированию классового общества, которое отныне было разделено на администраторов из военного класса (самураев) и гражданских подданных (крестьян, мещан, торговцев). Для поддержания 200-тысячной армии и разветвлённого бюрократического аппарата Хидэёси ввёл высокий налог на крестьянство, составлявший 2/3 урожая. Вместе с тем, окончание периода войн привело к экономической стабилизации: площади обрабатываемых земель возросли на 70 %, а годовой сбор риса в стране достиг 3,5 млн т.
К известным внутриполитическим мероприятиям Хидэёси, относится закон об изгнании миссионеров и массовые убийства христиан на острове Кюсю (1587, 1589 и т. п.). Традиционалистская историография трактует их как борьбу Хидэёси с «европейским колониализмом» в Японии. Поводом запрета на христианство послужил отказ Португалии предоставить помощь в постройке и отправке флота для завоевания японцами Восточной Азии.
Так или иначе, 19 июня 1587 Тоётоми Хидэёси издал указ, требовавший от христианских миссионеров в течение 20 дней покинуть страну под угрозой смерти. 26 христиан, в том числе 9 европейцев, были подвергнуты жестоким пыткам и показательному распятию на крестах в Нагасаки.

## Имдинская война
В 1592 году Хидэёси провозгласил, что собирается завоевать Корею, Китай, а если выйдет — и Индию, то есть весь цивилизованный мир в представлениях средневековых японцев. Первым делом он перенёс свою ставку из Осаки на восток, в город Нагоя, в котором возвёл ещё один исполинский замок.
Причины начала войны не совсем понятны. Историки-рационалисты объясняют их стараниями Хидэёси удалить из Японии потенциально опасных самураев, направив их на штурм мнимого внешнего врага. Существует и другая точка зрения, согласно которой главной причиной начала конфликта было состояние ментального здоровья Хидэёси — его действия начали становиться неадекватными. Действительно, со временем, опьянённый своими успехами в завоевании Японии, Хидэёси постепенно выживал из ума: организовал гарем из 300 наложниц, по преимуществу 12-13-летних девушек, пребывал в постоянной паранойе из-за угроз мятежей и заговоров, сгонял сотни тысяч крестьян на строительство ненужных в военном плане крепостей. В конце концов, диктатор потерял связь с реальностью и возомнил себя богом войны Хатиманом. Война стала очередной персональной прихотью воинствующего Тоётоми, которому стало слишком тесно в покорённой Японии.
Захват островов Сикоку и Кюсю правитель воспринимал как покорение Востока: «Быстрый и грандиозный успех сопровождал моё возвышение, подобно восходящему солнцу, осветив всю землю». По воспоминаниям современников, Тоётоми угрожал завоевать все «четыреста провинций» Китая: «Я соберу могучую армию и вторгнусь в великую Мин». При этом, нужно понимать, размеры Китая воспринимались в те времена Японией весьма размыто. Тоётоми предполагал предложить вану Кореи (формально вассалу Китая) добровольно сдаться и объединиться в освободительной войне против Китая: «Если я приступлю к исполнению этого замысла [то есть завоеванию Мин], то надеюсь, что Корея станет моим авангардом, пусть же преуспеет в этом. Ибо моя дружба с вашей почтенной страной целиком зависит от того, как вы себя поведёте, когда я поведу свою армию против Китая». Однако, получив отказ, Тоётоми двинул на Корею свою армию, самую передовую в Азии по тем временам, вооруженную мушкетами и владеющую современными методами ведения боя.
В апреле 1592 года возглавляемый Укитой Хидэиэ 160-тысячный самурайский экспедиционный корпус, снаряжённый Хидэёси, переплыл на тысяче кораблей Японское море и высадился в Пусане на Корейском полуострове. Первые месяцы войны были успешными для японцев, захвативших главные корейские города и вышедших на границу с Китаем. 3 мая японцы были уже в Сеуле, тогдашней столице Кореи, а корейский ван Сончжо из династии Чосон бежал в Пхеньян, который также капитулировал в июне 1592 года. На окончательное завоевание Кореи японский диктатор отводил 4-5 месяцев, а при его дворе появились «губернаторы» не только Кореи, но и Китая. Оккупационные японские войска устроили в Корее жестокий террор, свидетельством которого стала «Могила ушей» Мимидзука на территории Киото, в которой захоронены 200 000 отрезанных у убитых корейцев носов. Бывшую столицу династии Силла, Кёнджу, японцы сровняли с землёй.
Однако в скором времени японские агрессоры встретились с отчаянным сопротивлением корейского народа, начавшего в тылу неприятеля настоящую партизанскую войну, возглавляемую подпольной «Армией справедливости». Корейцы активно применяли свои передовые изобретения — «огненные повозки» (хвачхи) и бронированные корабли (кобуксоны). В это же время выдающийся корейский адмирал Ли Сунсин, используя кобуксоны, за первые три месяца войны потопил более 300 кораблей противника в битвах при Окпхо-Тхонъён, в Сачхонской бухте, под Пусаном и Ангольпхо, отрезав таким образом армию вторжения от баз снабжения. Вступление же китайской армии под командованием Ли Жусуна на помощь корейскому государству, формально пребывающему в вассальных отношениях с Китаем, резко изменило ситуацию на фронте. Самураи были вынуждены отступить к окраинам современного Сеула, и Корейский полуостров оказался фактически разделенным на северную (китайскую) и южную (японскую) части. Командующие обеих армий заключили временное перемирие, договорившись об отправке посольства к Хидэёси и обсуждению условий окончательного мира.
Тем временем в 1593 году в Японии Ёдогими, наложница пожилого Тоётоми (когда-то её звали О-Тятя и она была старшей дочерью Адзаи Нагамасы и его жены О-Ити, сестры Оды Нобунаги) родила ему сына Хидэёри. Желая передать власть сыну перед своей смертью, Хидэёси лишил собственного племянника Хидэцугу должности кампаку, которая считалась главной в семье Тоётоми, и приказал ему совершить сэппуку. Ощущая близкую кончину, Хидэёси собрал влиятельнейших властителей Японии и создал опекунский совет пяти старейшин и совет пяти управляющих (тайро), задачей которых было помогать его сыну Хидэёри в управлении государством после смерти его отца.
В 1596 году в Осаку прибыло китайское посольство с условиями мира. Династия Мин признавала Хидэёси «государем Японии» и потребовала вывести войска из Кореи — вассального ей государства. Амбициозный Хидэёси не только не принял этих условий, но и обругал посольство и лично китайского императора Ваньли. В 1597 году война на Корейском полуострове возобновились, причём в пользу японцев сложились сами обстоятельства — оклеветанный недоброжелателями флотоводец Ли Сунсин был отстранён от занимаемой им должности, а его преемники потеряли контроль над морем. Однако японцы не смогли продвинуться на север. Даже больше, они не были в состоянии удержать завоёванные территории и отступили к южному побережью. Уже после смерти Хидэёси Ли Сунсин разгромил японский флот в бухте Норянджин в ноябре 1598 года, лишив японцев последней надежды на благоприятный исход войны.
Между тем, 18 сентября 1598 года Тоётоми Хидэёси умер. Весть об этом долетела к экспедиционным войскам в Корее практически одновременно с уведомлением о потере флота при Норянджине, и уставшие от войны самураи немедленно начали отступление домой. Смерть Хидэёси также стала сигналом к действию для Токугавы Иэясу, члена опекунского совета пяти старейшин, который за 15 лет уничтожил род Тоётоми и, став сёгуном, получил единоличную власть над Японией.

## В кинематографе
- Исторический сериал «Санада-мару» (режиссёры Танака Тадаси, Кимура Такафуми, 2016, Япония);
- Художественный фильм «Замок совы» (1999). В роли Хидэёси — Мако Ивамацу.
- Художественный фильм Такэси Китано «Шея» (2023). В роли Хидэёси — Такэси Китано.
- Прообраз Тайко из сериала Сёгун (2024)